# Vinessa Shaw
Vinessa Shaw (ur. 19 lipca 1976 w Los Angeles) – amerykańska aktorka filmowa.

## Filmografia
- 1992 – Drużyna biedronek jako Kimberly Mullen
- 1993 – Hokus pokus jako Allison
- 1998 – Los Angeles bez mapy jako Barbara
- 2000 – Przekleństwo wyspy jako Anethe Christenson
- 2002 – 40 dni i 40 nocy jako Nicole
- 2004 – Osierocona jako Molly
- 2004 – Melinda i Melinda jako Stacey
- 2005 – Ojcowie i synowie jako Nell
- 2006 – Wzgórza mają oczy jako Lynn
- 2007 – 3:10 do Yumy jako Emma Nelson
- 2008 – Garden Party  jako Sally St. Claire
- 2008 – Kochankowie jako Sandra Cohen
- 2009 – Stag Night jako Brita
- 2010 – Leave jako Amy
- 2013 – Panaceum jako Dierdre Banks
- 2013 – Chłód w lipcu jako Ann